# Cerco de Fásis
O Cerco de Fásis ocorreu em 555-556 durante a Guerra Lázica entre os Império Bizantino e o Império Sassânida. Esperando uma vitória fácil, os persas cercaram a cidade de Fásis em Lázica, ocupada pelos bizantinos, mas foram derrotados na batalha irregular que se seguiu. A principal fonte para o cerco é o historiador Agátias do século VI.

## Antecedentes
A Guerra Lázica começou em 541 com a deserção dos lazes sob seu rei Gubazes II do Império Bizantino ao Império Sassânida. Os persas rapidamente invadiram o país, mas depois que Gubazes soube que os persas planejavam matá-lo, deportar seu povo e trazer colonos persas, pediu ajuda aos bizantinos. Em 554, os persas obtiveram uma grande vitória contra as forças bizantino-lazes em Teléfis, forçando-as a retirar-se às partes ocidentais do país e, no ano seguinte, conseguiram frustrar um ataque bizantino à fortaleza de Onoguris. Na primavera de 555, o general persa Nacoragano tomou a iniciativa de sitiar a principal fortaleza laze-bizantina, a cidade de Fásis, que ficava na foz do rio homônimo.

## Beligerantes e preparação para o cerco
Nacoragano liderou um exército de ca. 60 mil homens. As forças bizantinas da área foram lideradas pelo mestre dos soldados da Armênia Martinho e seu segundo-em-comando Justino, filho de Germano. Suas forças combinadas totalizavam menos de 20 mil homens. Nacoragano podia esperar uma vitória fácil já que a cidade e suas fortificações eram construídas de madeira e eram vulneráveis ao fogo. A localização da cidade entre o mar Negro e o rio Fásis a assegurava do leste, norte e oeste. Em seu lado sul, um fosso era sua primeira linha de defesa. As forças de Nacoragano, no entanto, esvaziaram o fosso após dias de trabalho duro, e conseguiram cercar a cidade do lado do rio também construindo uma ponte de barcos sobre o Fásis. Enquanto isso, os bizantinos organizaram a defesa da cidade, com suas forças tomando seus lugares nos vários lados das fortificações.
O lado extremo oeste, o mais próximo do rio, foi guardado por Justino, enquanto Martinho se posicionou no lado sudoeste. O lado sul foi defendido por Angilas, Teodoro e Filomácio. Angilas é registrado liderando um regimento de peltastas e lanceiros mauros, provavelmente significando que estavam armados apenas com escudo e lanças. Teodoro liderou a infantaria pesada composta por tzanos, uma tribo recentemente cristianizada que vivia nas montanhas acima de Trapezo, enquanto Filomácio liderou fundibulários e lançadores de dardos isauros. O lado sudeste era guardado por Gibro, que liderou uma força combinada de hérulos e lombardos. O extremo leste era guardado por Valeriano, liderando as forças da prefeitura pretoriana do Oriente. Sua composição não é registrada. Finalmente, os navios bizantinos foram colocados sob a proteção do anta Dabragezas e o Elmíngiro.

## Cerco
As operações começaram com uma saraivada de flechas dos persas. Martinho, o comandante geral das tropas bizantinas, deu instruções a todo o exército para permanecer em seus respectivos postos. Deveriam desconsiderar as tentativas dos persas de induzi-los a sair das fortificações e lutar ao ar livre. No entanto, Angilas e Filomácio com cerca de duzentos de seus homens abriram um portão da cidade, saíram da cidade e atacaram a força mais próxima de sassânidas cujos arqueiros estavam assediando os defensores. Teodoro a princípio tentou contê-los, mas depois se curvou à "opinião da maioria" e os seguiu no ataque. Ele estaria relutante em violar as ordens, mas não queria ser taxado de covarde pelos soldados. A força bizantina estava em grande desvantagem numérica, e Agátias relata que "quase certamente teriam sido aniquilados", mas foram salvos por um erro dos dailamitas. Os dailamitas eram uma força de auxiliares, originários das montanhas da Pérsia. "Lutaram a pé, armados cada um com uma espada, um escudo e três dardos". Decidiram não atacar os bizantinos à distância e, em vez disso, "aguardaram calmamente sua aproximação" e, em seguida, realizaram um cerco facilmente. Os bizantinos cercados, no entanto, começaram um ataque desesperado aos inimigos posicionados mais perto das muralhas da cidade, e os dailamitas "abriram suas fileiras e abriram caminho" em vez de permanecerem firmes. Assim Angilas e os outros escaparam de volta à segurança da cidade.
Martinho acabou concebendo um ardil de guerra, que elevaria o moral de seus soldados e espalharia o medo nas unidades inimigas. Convocou o exército em uma assembleia, supostamente para discutir outras medidas de defesa. A assembleia foi interrompida por um desconhecido, fingindo ser um mensageiro de Constantinopla. Martinho relatou o conteúdo da "mensagem imperial" a todos os presentes. A mensagem fabricada parabenizou os defensores por sua bravura e os informou que os reforços se aproximavam, e o "mensageiro" afirmou que estavam acampados perto do rio Neco, a uma curta distância da própria cidade. Martinho então fingiu indignação que os recém-chegados compartilhariam a glória e os despojos "com aqueles que suportaram o fardo e o calor", ao que suas tropas gritaram sua aprovação, sendo motivadas à ação. Os reforços bizantinos de fato não existiam, mas a notícia de sua aproximação chegou a Nacoragano, que reagiu de duas maneiras. Primeiro enviou uma grande força de reconhecimento para localizar e observar os reforços bizantinos e, em seguida, lançou o resto de suas forças em um ataque geral às muralhas, na esperança de capturar a cidade antes que os reforços chegassem. Se gabou de que queimaria a cidade e seus habitantes, e enviou seus servos de acampamento às florestas próximas e os instruiu a coletar madeira para incendiar a cidade. Também os instruiu a observar uma grande fumaça subindo aos céus, pois isso significaria que a cidade havia caído e que deveriam retornar imediatamente para ajudar.
Enquanto Nacoragano formava seu plano, Justino decidiu aproveitar a calmaria antes da tempestade: saiu da cidade, levando uma força de cinco mil homens da cavalaria e uma brigada de infantaria para "uma igreja de grande santidade nas proximidades". Os persas de alguma forma não perceberam sua partida e começaram seu grande ataque naquela mesma manhã. Flechas e dardos encheram o ar, enquanto armas de cerco sassânidas tentavam destruir as paredes de madeira. Os defensores responderam jogando "enormes blocos de pedra" nas armas e pedras menores nos soldados inimigos. Os estágios iniciais da luta duraram o suficiente para Justino retornar de sua peregrinação. Não pôde retornar à cidade, mas conseguiu organizar suas próprias forças e atacar a retaguarda da força inimiga. Seu ataque repentino espalhou o caos, rompendo as linhas inimigas. Pelo menos algumas das forças sassânidas acreditavam que os homens de Justino eram os supostos reforços bizantinos. As tropas sassânidas em pânico começaram a recuar, e a maioria dos dailamitas deixou suas posições para "aliviar aqueles que estavam sendo pressionados". Angilas e Teodoro notaram que havia poucas tropas sitiando sua seção das fortificações e lideraram uma surtida contra os sitiantes. Os poucos dailamitas deixados para trás foram mortos ou forçados a fugir, "pressionados em perseguição implacável" pela força bizantina. Os outros dailamitas notaram que seus parentes estavam em perigo e abandonaram suas posições atuais na tentativa de enfrentar Angilas e Teodoro, mas seu contra-ataque foi desorganizado e ineficaz.
As forças persas próximas, por sua vez, pensaram que os dailamitas estavam recuando às pressas, entraram em pânico e começaram a fugir "ignominiosamente em todas as direções". Os dailamitas ficaram sem apoio e "correram para se juntar a eles em fuga". Agátias os considera causa e vítima de um "duplo mal-entendido". Angilas e Teodoro conseguiram assim causar uma fuga geral das forças sassânidas. O resto das tropas bizantinas saiu de trás das muralhas e começou a perseguir os inimigos em fuga. Toda a ala esquerda do exército sassânida se desfez, embora a ala direita tenha permanecido intacta e continuado a lutar. A ala direita incluía os elefantes de guerra da força sassânida. Eles podem ter parado o avanço bizantino, mas um dos elefantes entrou em pânico e se voltou contra as fileiras persas. Os cavalos da cavalaria sassânida ficaram aterrorizados com o elefante atacante, entraram em pânico e fugiram. Na confusão, as forças sassânidas se dispersaram. Nacoragano deu o comando para recuar, mas naquela momento a maioria de suas forças já havia fugido do campo de batalha ou estava em processo de fazê-lo. Quando a noite caiu, os persas teriam perdido pelo menos dez mil combatentes e a maior parte de seu equipamento de cerco. As baixas bizantinas "não passaram de duzentas". Os bizantinos incendiaram o equipamento de cerco. Os servos e carregadores do exército sassânida supostamente confundiram a fumaça com um sinal de que a cidade havia caído e começaram a correr em direção às linhas bizantinas. Quase dois mil deles foram mortos naquela noite, outros capturados.

## Rescaldo
Nacoragano já estava ficando sem suprimentos e o inverno se aproximava. Rompeu o cerco e recuou no dia seguinte. Suas tropas dirigiram-se para Cotais e Moqueresis. Os reforços sassânidas chegaram tarde demais para fazer a diferença e também recuaram. As forças bizantinas foram deixadas no controle indiscutível dos distritos ocidentais de Lázica. Nacoragano eventualmente cruzou a Ibéria para o inverno. No entanto, as notícias do desastre chegaram ao xainxá Cosroes I (r. 531–579), que ficou furioso com seu general. Agátias relata que Nacoragano foi esfolado vivo por ordens de Cosroes. "Sua pele, arrancada em um só pedaço da cabeça aos pés, para manter a forma do corpo, foi costurada e inflada como uma bexiga". Cosroes supostamente o manteve em exibição como um aviso contra "qualquer um que fugisse diante dos inimigos" do xainxá.